# William Brereton (1er baron Brereton)
William Brereton, 1er baron Brereton (1550 - 1er octobre 1631) est un homme politique anglais qui siège à la Chambre des communes à plusieurs reprises entre 1597 et 1622. Il est créé pair dans la pairie d'Irlande en 1624 sous le nom de baron Brereton.

## Biographie

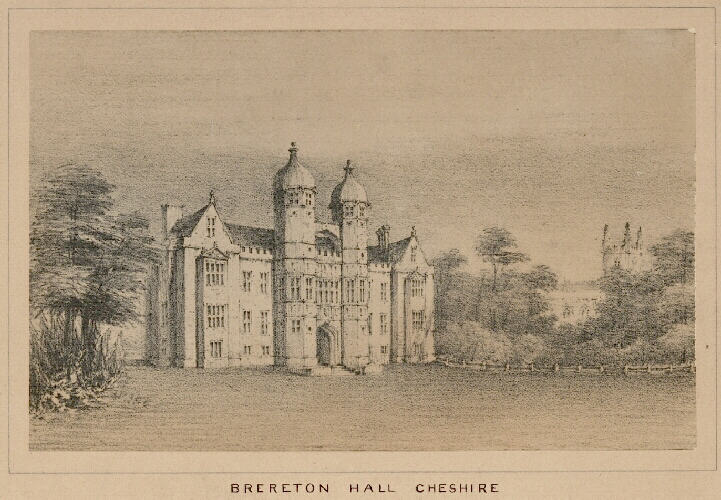
Brereton Hall

Brereton est le fils de William Brereton de Brereton, Cheshire et est baptisé le 6 février 1550. Il a environ neuf ans lorsque son père meurt en 1559 et il hérite des vastes domaines familiaux. Il fait ses études à l'Université d'Oxford et obtient un BA en 1568. Il est admis au Lincoln's Inn en 1569. À partir de 1573, il est juge de paix du Cheshire et haut shérif du Cheshire de 1581 à 1582. En 1586, il fait construire un manoir à Brereton (Brereton Hall) qui ressemble à Rocksavage, la maison de son beau-père John Savage. Il est anobli en 1588. Il est commissaire aux rassemblements en 1595 et en 1596.
En 1597, Brereton est élu député du Cheshire. Il est de nouveau élu député du Cheshire en 1614 et en 1621. Il possède un domaine près d'Old Leighlin, dont lui et ses héritiers sont propriétaires absents. Il est créé baron Brereton de Leighlin dans le comté de Carlow le 11 mai 1624. William Brereton est mort à l'âge d'environ 80 ans et est enterré à Brereton.

## Famille
William Brereton épouse Margaret Savage, fille de John Savage de Rocksavage, Cheshire, et de Lady Elizabeth Manners (décédée en 1570), fille de Thomas Manners (1er comte de Rutland). Ils ont quatre fils et quatre filles. La plupart d'entre eux sont morts jeunes, et deux qui ont survécu pour se marier sont:
- Mary Brereton, qui épouse le 18 juillet 1608, Henry O'Brien (5e comte de Thomond) (en)
- John Brereton (né le 25 mars 1591), héritier présomptif, qui épouse Anne Fitton, fille d'Edward Fitton de Gawsworth, et meurt du vivant de son père. Avec sa femme Anne (qui se remarie à Gilbert Gerard), il a trois fils et deux filles[2] :
  - William Brereton (1611–1664), successeur de son grand-père en tant que 2e baron Brereton.
  - John Brereton (1624-22 octobre 1656)
  - Edouard Brereton
  - Mary Brereton, qui épouse Michael Hutchinson.
  - Jane Brereton (décédée en 1648), l'éventuelle héritière de la famille, qui épouse vers 1646, Robert Holte. Leur fils est Charles Holte, 3e baronnet.